# Fort Moselle
Le fort Moselle est un système bastionné construit par Louis de Cormontaigne, au XVIIIe siècle, sur la rive gauche de la Moselle, au nord-est du centre ville de Metz. Aujourd'hui la dénomination de Fort-Moselle est utilisée pour désigner l'îlot compris entre la Moselle et le canal qui a par la suite été creusé dans les douves (fossés secs) aménagées pour la défense de l'ouvrage militaire. Aujourd'hui un arrêt de bus du réseau LeMet' reprend le nom de Fort Moselle à proximité de l'emplacement historique du fort.

## Contexte historique
Louis XIV reconnait l’importance militaire de la ville et y envoie l’ingénieur Vauban pour examiner les fortifications. Ce dernier visite la place en 1675 et écrit : « Les autres places du royaume couvrent la province, Metz couvre l’État ». Ses plans furent en partie suivis en 1676, puis repris par son élève Louis de Cormontaigne, maréchal de camp et directeur des places fortes, entre 1728 et 1749. Celui-ci construit deux systèmes bastionnés, sur la rive gauche de la Moselle (1728-1732) et sur la rive droite de la Seille (1736-1740). Il conçoit la double couronne du fort de Bellecroix en miroir (1731-1733).

## Construction et aménagements
L’édification d’une double couronne de fortification est confiée à l’ingénieur militaire Louis de Cormontaigne. La construction du fort Bellecroix doit protéger le front de la basse Seille alors que le fort Moselle protège le front de la Moselle au nord-ouest. L’État fait l’acquisition des terres, habitations et jardins situés à l'extrémité du Pont-des- morts, sur la rive gauche du cours le plus occidental de la rivière qui, dès son entrée de Metz, se divise en plusieurs bras et forme plusieurs îles avant que de se reformer selon un cours unique à l'ouest de Saint-Julien-lès-Metz. Le 29 juin 1728, le maréchal de Belle-Isle fait placer une médaille à son nom et à ses armes dans la première pierre posée à l’angle droit du bastion de la double couronne de la Moselle. La construction du fort commence en juillet 1728 sur les terrains expropriés. Vingt bataillons — plusieurs milliers de soldats — qui campaient au Ban-Saint-Martin sont chargés des travaux de terrassement. Ils campent sur l’île du Saulcy voisine, au « Pré de l’Hôpital », le temps des travaux qui se poursuivent pendant trois ans et s’achèvent fin 1731. Ce vaste ouvrage, défendu par des fossés secs et des bastions, abrite des hangars, des magasins militaires, une caserne d’infanterie et un hôpital militaire construits entre 1732 et 1734, une caserne de cavalerie bâtie de 1742 à 1753 ainsi qu’une auberge ayant pour enseigne « À la reine de France » de 1743. L’église Saint-Simon-Saint-Jude est également édifié sur la place de France en 1737, aménagée pour servir aux exercices militaires des deux casernes voisines.

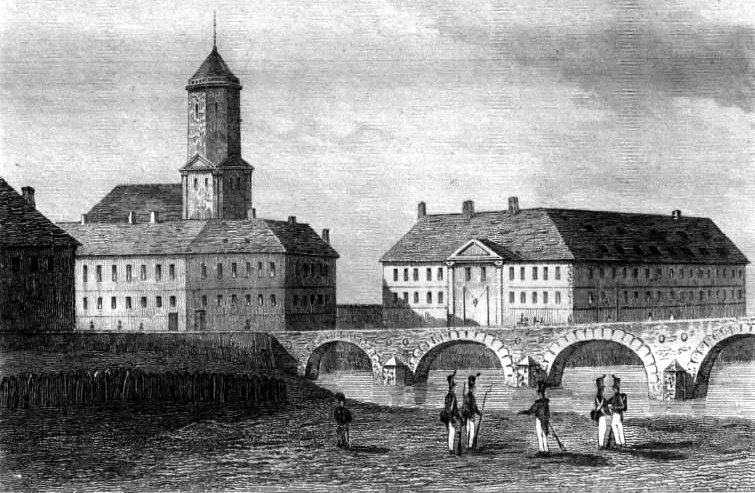
Gravure du fort Moselle en 1838.

À partir du début des années 1860, au moment de l'essor de la sidérurgie lorraine, la décision est prise de faciliter le transport fluvial dans le sillon mosellan entre Jouy-aux-Arches, Metz et Thionville en y créant un "canal des mines de fer". Les travaux commencés sous le Second Empire, en 1867, ne seront achevés qu'après la Première guerre mondiale en particulier sur le secteur de Metz, au début des années 1930. Jusque-là, les péniches traversaient la ville sur l'étroit bras oriental de la rivière, passant entre la Préfecture et la Cathédrale. Le nouveau canal fut creusé selon un tracé contournant par l'ouest la cité messine. Une bonne partie des douves sèches formant alors les fossés du Fort Moselle fut alors approfondie et mise en eau, un port fluvial pour les manutentions des matières transportées fut aménagé là.
C'est depuis lors que le Fort-Moselle et les constructions qui le voisinent se trouvent sur une île "artificielle" entre rivière et canal desservie par six ponts : le Pont-des-Morts, le Pont de fer, le pont Éblé, le Pont de Thionville (ou Pont Tiffroy), le Pont Jean Monnet et le pont Louis Faidherbe.

## Affectations successives
Les bâtiments servent de lieu d’entrepôt et de casernement jusqu’à la Révolution. Ils servent ensuite d’entrepôts avant d’être désaffectés. En 1946, le conseil municipal approuve le principe de cession de différents bâtiments par l'armée française à la Ville de Metz. Parmi ces bâtiments, figurent la caserne de cavalerie, la caserne d'infanterie et l'hôpital militaire du fort Moselle, mais aussi les casernes Chambière, Féraudy et Krien, la prison militaire et l'église Saint-Pierre-aux-Nonnains.